# Burgstall Torfelsen
Der Burgstall Torfelsen ist eine abgegangene Spornburg bei 486 m ü. NN auf der Hochfläche des Altmühltals über der Ortschaft Unteremmendorf einem Ortsteil der Gemeinde Kinding im Landkreis Eichstätt in Bayern.
Zu dem Burgstall gelangt man über ein Felsentor, welches als schmale Brücke über den noch erhaltenen Halsgraben führt, der die Burg vom Hinterland trennte. 
Vermutlich wurde die Burg von der 1119 erstmals mit Konrad von Emmendorf bezeugten Ministerialenfamilie der Emmendorfer, Ministeriale des Hochstifts Eichstätt, erbaut.
In der Nähe des Burgstalls Torfelsen befinden sich noch weitere ehemalige mittelalterliche Burgen, ungefähr 1.000 Meter westlich liegt der Burgstall Hubertusfelsen und 200 Meter östlich davon der Burgstall Saufelsen, alle drei waren vermutlich Burgen der gleichen Adelsfamilie.

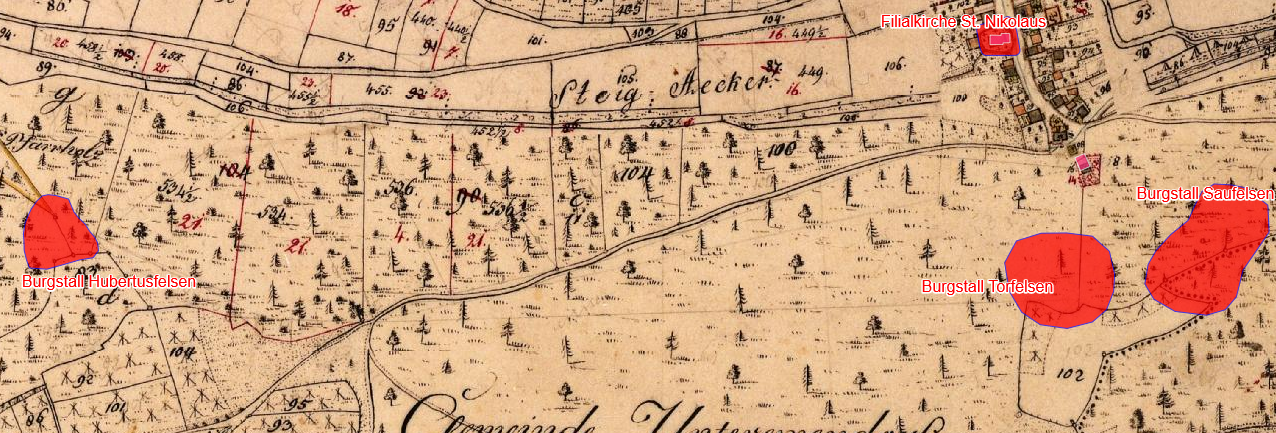
Lageplan von Burgstall Torfelsen, Burgstall Hubertusfelsen und Burgstall Saufelsen auf dem Urkataster von Bayern

Das Gelände ist vom Bayerischen Landesamt für Denkmalpflege als Bodendenkmal D-1-7034-0120 unter der Bezeichnung „Burgstall des hohen und späten Mittelalters“ geschützt.

## Geotop
Das etwa 5 Meter breite, 30 Meter lange und 8 Meter hohe Felsentor ist bei einem Höhleneinsturz entstanden und vom Bayerischen Landesamt für Umwelt als Geotop 176R018 ausgewiesen. Im Höhlenkataster Fränkische Alb (HFA) ist diese Naturbrücke mit der Katasternummer I 5c gelistet. Durch das Tor führt ein beliebter Fernwanderweg, der Altmühltal-Panoramaweg.
In die Burganlage mit einbezogen waren zwei kleinere Karsthöhlen. Das Östliche Schneiderloch (HFA I 5a) befindet sich talwärts gesehen rechts und ist heute über eine Eisenleiter begehbar. Das Westliche Schneiderloch (HFA I 5b) befindet sich talwärts links und kann ebenerdig betreten werden. Die Höhlen werden freizeitlich genutzt und weisen heute kaum noch nennenswerten Sinterschmuck auf.

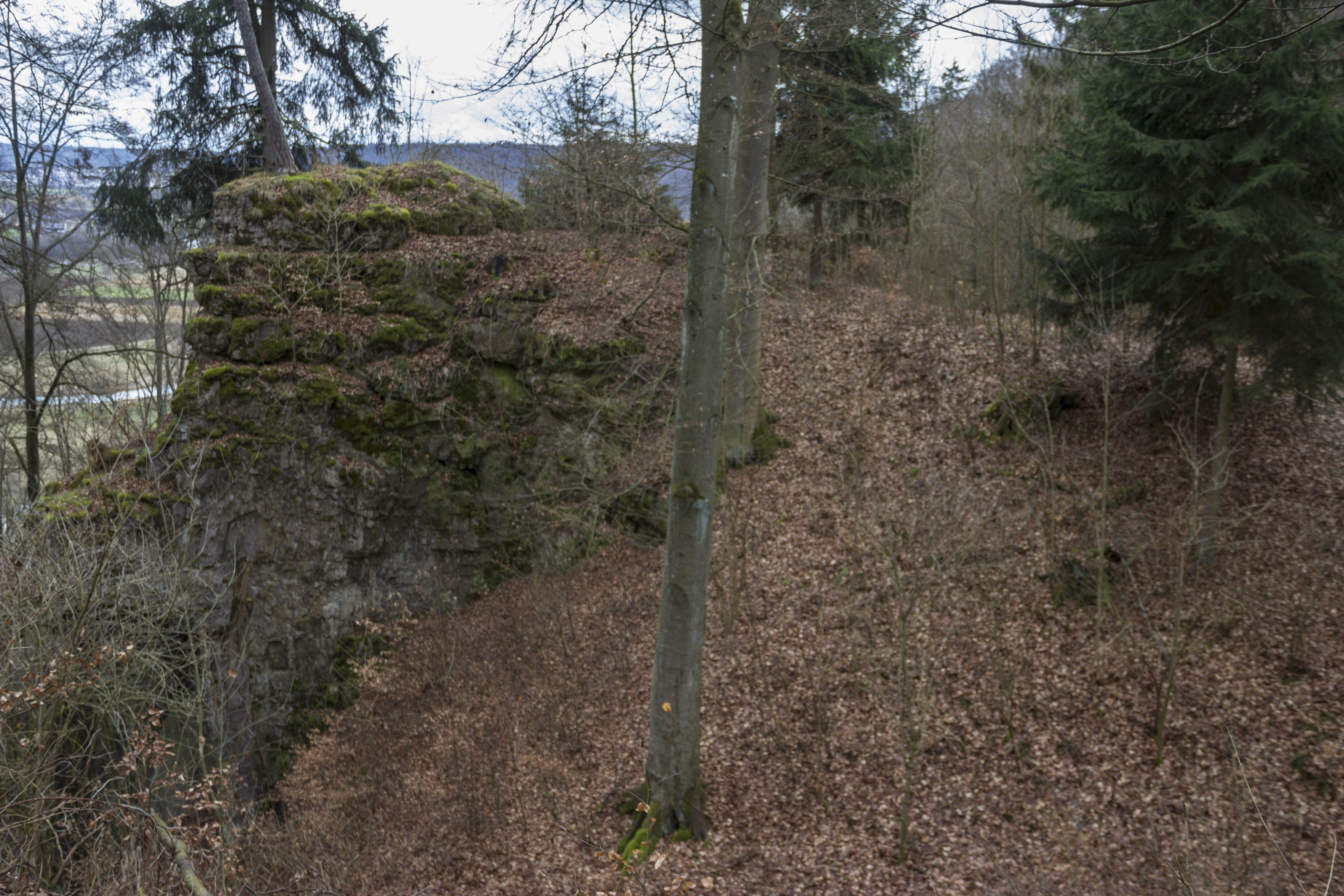
Blick auf den Torfelsen
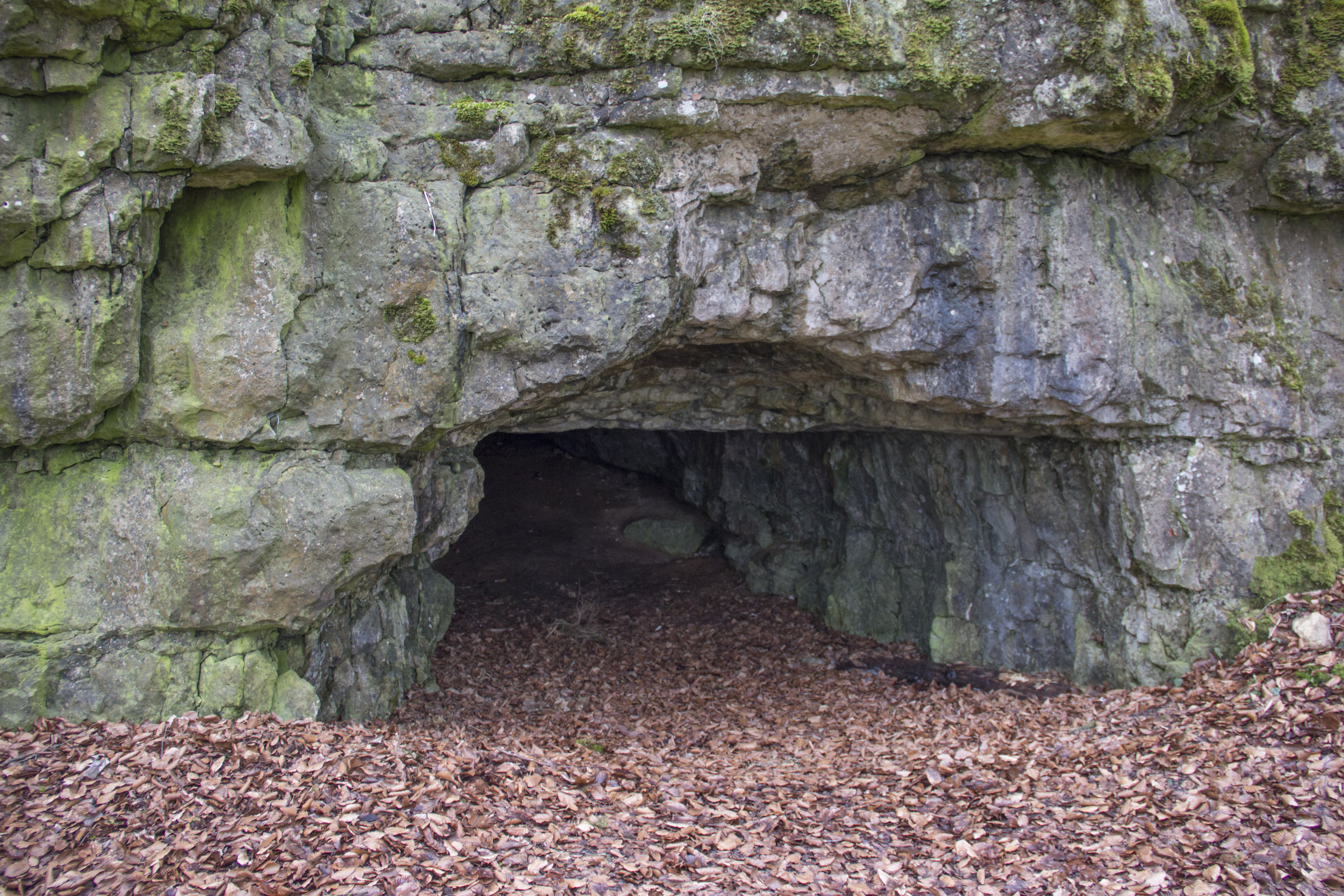
Das Westliche Schneiderloch
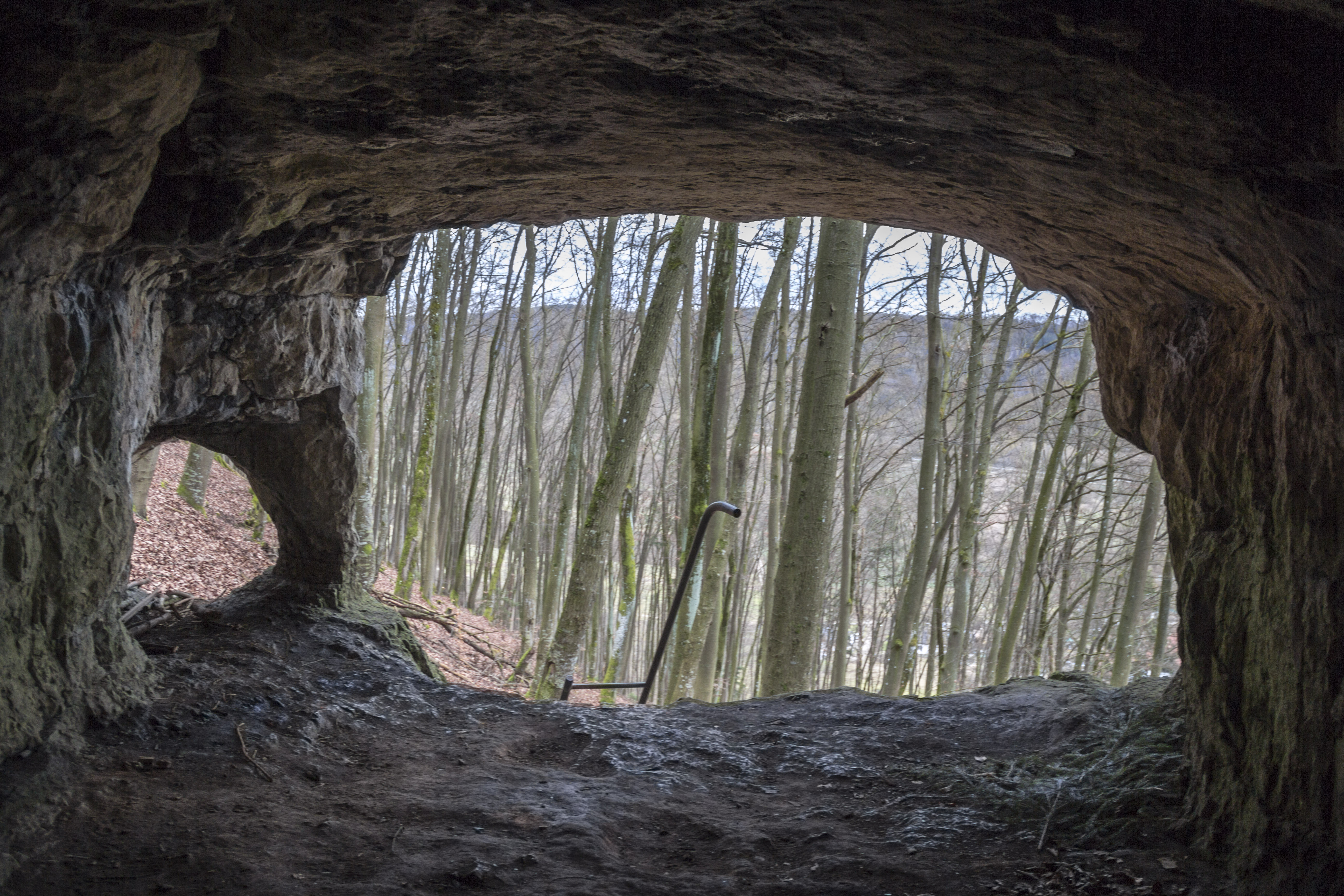
Das Östliche Schneiderloch, Eingang
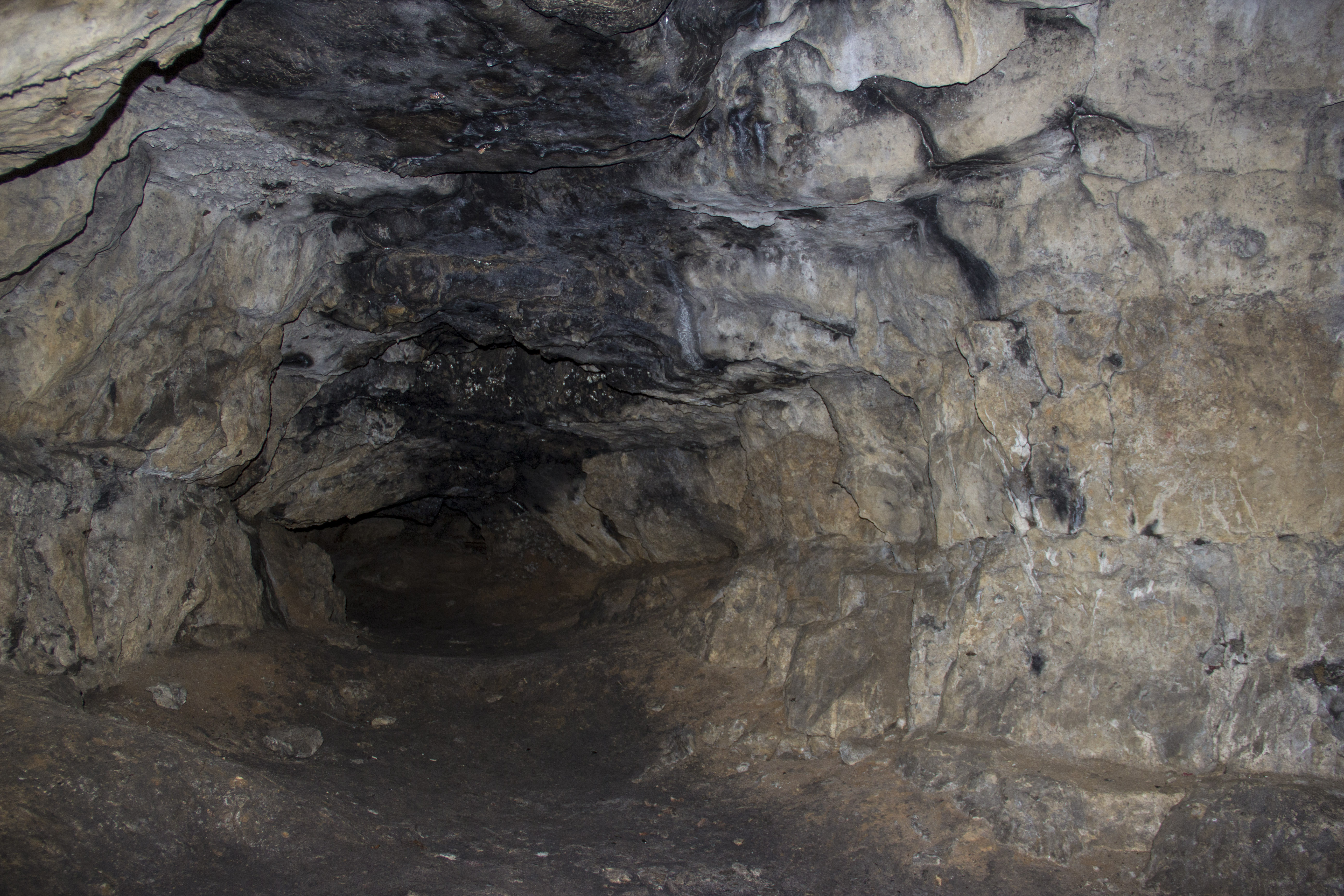
Das Östliche Schneiderloch, Innen